# Eutrichota pallidolatigena
Eutrichota pallidolatigena este o specie de muște din genul Eutrichota, familia Anthomyiidae, descrisă de Fan și Wu Xinsheng în anul 1987. Conform Catalogue of Life specia Eutrichota pallidolatigena nu are subspecii cunoscute.